# 로돌포 라니
로돌포 라니(Rodolfo Ranni, 1937년 10월 31일 ~ )는 아르헨티나의 배우이다.
이탈리아 트리에스테에서 태어났다.

## 영화
- 모브 캅스 (1997년)
- 플레이스 인 더 월드 (1992년)
- 더블 트랩 (1990년)
- 퍼니 더티 리틀 워 (1983년)
- 세뇨라 데 나디에 (1982년)